# Lech
Lech (Licus, Licca) er en flod i Østrig og Tyskland, og en af Donaus bifloder fra højre, med en længde på 264 km og et afvandingsområde på 4.126 km².
Den har sit udspring fra søen Formarinsee i Alperne i den østrigske delstat Vorarlberg. Den løber i retning nord-nordøst og krydser grænsen til Tyskland ved Lechfall, et tolv meter højt vandfald, før den  går ind i en smal slugt (Lechschlucht). Den går så indover Fussensletta i Bayern og videre gennem byen Füssen  og ud i Forggensee. 
Floden løber videre nordover hvor den danner grænse mellem Schwaben og Oberbayern , gennem et område kaldet Lechrain og gennem byerne Schongau, Landsberg, Augsburg (hvor den løber sammen med Wertach) og Rain, før den løber ud i Donau lidt forbi Donauwörth. Der er ikke mulighed for transport på floden på grund af de stride strømme og stundom grunde gruspartier. Fra slottet Neuschwanstein, nær Füssen, kan man få et flot udsyn over dalen Lechtal.
Flere gange har floddalen været skueplads for historiske begivenheder:
- I 278 vandt den romerske kejser Probus et slag mod invaderende burgundere og vandaler, som havde plyndret store dele af den romerske provins Rhaetia.
- Ved Lechfeld, en stenslette mellem Lech og Wertach, nær Augsburg, vandt Otto den Store et slag over ungararene i august 955.
- I Slaget ved Rain i april 1632 vandt Gustavus Adolphus fra Sverige et slag og dræbte grev Johann Tserclaes Tilly.